# 小田切昌民
小田切 昌民（おだぎり まさたみ）は、江戸時代中期の武士、旗本。

## 経歴
享保8年5月2日（1723年6月4日）家督を継ぎ、同年6月11日、徳川吉宗に拝謁する。翌年の享保9年10月9日（1724年11月24日）大番に列した。